# Беспорядки в Кано (1953)
В мае 1953 года в городе Кано в Северной Нигерии вспыхнули беспорядки. События были вызваны конфликтом между северянами, выступавшими за сохранение текущей формы британского владычества, и южанами, в основном йоруба и игбо, которые боролись за самоуправление. Столкновения продолжались четыре дня.

## Причины
Северяне были представлены Конгрессом северных народов (КСН) под руководством Ахмаду Белло, южане — Группой действия (ГД) во главе с Энтони Энахоро и Национальным советом Нигерии и Камеруна (НСНК). Первые желали сохранить текущее положение дел, в то время как вторые стремились получить от британцев право на самоуправление. Данный вопрос активно обсуждался в нигерийской Палате представителей. Сторонники сохранения прежних порядков попытались отложить его рассмотрение, на что оппоненты просто покинули заседание.
Непосредственной причиной беспорядков стал тур политика-южанина Сэмуэля Акинтола, направленный на агитацию за самоуправление.

## Ход событий
В выходные 15–17 мая в ходе турне Акинтола прибыл в северный город Кано. Местные жители враждебно отнеслись к приезду политика-южанина. В первый день визита проведена организованная демонстрация сторонников Конгресса северных народов. 
16 мая произошли небольшие стычки. События начались возле отеля «Колониал», где Акинтола планировал организовать встречу со сторонниками. Городские власти сперва одобрили проведение мероприятия, но внезапно отменили своё решение. В это время возле здания собралась толпа и начала забрасывать камнями людей. Во время инцидента погибли два человека, предположительно южане. Позже бунтовщики попытались проникнуть в район Сабон-Гари, населённый южным народом игбо. Правонарушители были разогнаны полицией. 17 мая толпы хулиганов из северной части Кано, в частности Фагге, всё же прорвались в Сабон-Гари. В ходе нападения неустановленное число игбо погибли. Магазины на местном рынке были разграблены. Усилиями полиции и военных бунтовщики были разогнаны. Тем временем стычки распространились и на районы коренных народов Кано, такие как Фагге, где столкнулись небольшие неорганизованные группы представителей разных этносов. 
Чтобы снизить напряжённость, власти освободили всех арестованных (как южан, так и северян). 
В ходе беспорядков погибло около 46 человек, в основном северяне и йоруба, а также небольшое количество игбо. Более 200 человек получили ранения.

## Последствия
Беспорядки усугубили ухудшение отношений между Севером и Югом, а Группа действия и НСНК заключили временный союз против Конгресса северных народов.
Оливер Литтелтон, государственный секретарь по делам колоний, заявил о невозможности организации сотрудничества между южанами и северянами. В связи с этим для разработки нигерийской конституции 1954 года британцам пришлось работать с каждым регионом по отдельности. 
Конфликт южан и северян во многом обусловил утверждение федеративной формы государственного устройства в Нигерии.